# Incidente del Boeing B-52 dell'USAF del 2008
Il 21 luglio 2008, un Boeing B-52 della United States Air Force che operava dalla Andersen Air Force Base, precipitò nell'Oceano Pacifico durante un volo di addestramento a circa 30 miglia nautiche (56 km) a nord-ovest di Apra Harbor, Guam. Il volo di addestramento doveva includere la partecipazione a una celebrazione municipale del Giorno della Liberazione a Hagåtña. Tutti e sei i membri dell'equipaggio a bordo dell'aereo rimasero uccisi e l'aereo andò distrutto.
Un'indagine dell'USAF stabilì che l'incidente era stato probabilmente causato da un'errata regolazione del trim dello stabilizzatore. L'indagine non fu in grado di determinare con certezza la causa dell'errata regolazione del trim dello stabilizzatore orizzontale, ma teorizzò che la causa più probabile fosse un malfunzionamento del sistema dell'aereo.

## Aereo ed equipaggio
Il bombardiere, assegnato al 20° Bomb Squadron, era, con il suo equipaggio, in servizio temporaneo ad Andersen come parte di una rotazione di quattro mesi. L'unità del bombardiere aveva sostituito i Northrop Grumman B-2 Spirit che erano stati messi a terra dopo la perdita di uno di essi il 23 febbraio dello stesso anno.
L'equipaggio del RAIDR 21 era composto da: Maggiore Christopher M. Cooper, di 33 anni (comandante del velivolo), Maggiore Brent D. Williams, di 37 anni (navigatore radar), Capitano Michael K. Dodson, di 31 anni (copilota), Primo Tenente Joshua D. Shepherd, di 25 anni (navigatore), Primo Tenente Robert D. Gerren, di 32 anni (ufficiale di guerra elettronica), e Colonnello George Martin, di 51 anni. Martin, chirurgo di volo, era il vice comandante del 36º Gruppo Medico ad Andersen. Era a bordo nella posizione di equipaggio numero 6 per partecipare al "sorvolo" del giorno della liberazione. Gli altri membri dell'equipaggio provenivano dal 20th Bomb Squadron o dal 96th Bomb Squadron della Barksdale Air Force Base, in Louisiana. Mentre tutti gli altri corpi vennero recuperati dall'area, quelli di Dodson e Gerren non furono recuperati. Un servizio commemorativo per l'equipaggio si tenne al Cimitero nazionale di Arlington il 14 novembre 2008. Un monumento commemorativo venne inaugurato ad Adelup Point a Guam nel luglio 2009.

## L'incidente
Il 21 luglio 2008, un B-52H Stratofortress della United States Air Force (USAF) precipitò nell'Oceano Pacifico a circa 30 miglia nautiche (56 km) a nord-ovest di Apra Harbor, Guam, dopo essere decollato dalla Andersen Air Force Base. L'aereo, chiamato "Louisiana Fire" e con il nominativo di missione "RAIDR 21", stava per partecipare a un sorvolo per la parata del Giorno della Liberazione a Hagåtña. Cadde nell'oceano alle 09:55 ora locale del 21 luglio, cinque minuti prima del previsto sorvolo della parata. Le immagini radar del controllo del traffico aereo indicarono che il velivolo sembrava scendere rapidamente prima di scomparire dai radar a circa 2 000 piedi (610 m) di altitudine.
Il 23 luglio 2008, l'USAF annunciò che non c'erano sopravvissuti e che le operazioni di soccorso si erano trasformate in una missione di recupero di quattro membri dell'equipaggio ancora dispersi.

## Le indagini
L'USAF collaborò con la Marina degli Stati Uniti e la USS John S. McCain per mappare e recuperare il relitto dell'aereo dal fondo dell'oceano. Il relitto non comprendeva un registratore di dati di volo perché l'aereo non ne era dotato.
La commissione d'inchiesta sull'incidente concluse che durante la missione di addestramento lo stabilizzatore orizzontale era impostato su un angolo basso. La causa dell'incidente fu un'errata regolazione dell'assetto dello stesso. A causa della mancanza di prove disponibili, di membri dell'equipaggio sopravvissuti, di chiamate radio, di altri testimoni e della mancanza di un registratore di dati, la commissione d'inchiesta sull'incidente non fu in grado di determinare con prove chiare e convincenti il motivo per cui il trim dello stabilizzatore era stato posizionato male. La commissione d'inchiesta ritenne che la causa più probabile fosse un malfunzionamento del sistema che avrebbe portato il trim dello stabilizzatore a muoversi impropriamente portando il B-52 in picchiata. L'impostazione impropria del trim si era verificata tra i 14 000 piedi (4 300 m) e i 10 000 piedi (3 000 m) e aveva causato una discesa rapida e incontrollabile dalla quale l'equipaggio esperto non era riuscito a recuperare. In base al profilo di discesa dell'aereo incidentato, trascorsero solo 34 secondi dal presunto inizio della sequenza di incidente fino all'impatto.
Il presidente del Board, il generale di brigata Mark Barrett, spiegò che due fattori avevano portato all'incidente. Il primo era stato la "combinazione di bassa quota con una virata a sinistra in discesa dell'aereo". Il secondo era stato "il tardivo riconoscimento della gravità della situazione da parte dell'equipaggio". Aggiunse che "qualsiasi equipaggio esperto avrebbe potuto avere difficoltà a riconoscere, valutare e recuperare la situazione in rapida evoluzione che coinvolgeva la regolazione dell'assetto dello stabilizzatore". L'USAF condusse un'indagine di sicurezza separata sull'incidente, ma non rese pubblici i risultati.